# Acacia retrorsa
Acacia retrorsa é uma espécie de leguminosa do gênero Acacia, pertencente à família Fabaceae.